# Jonas Österling
Jonas Österling född 6 juli 1627 i Norrköping, död 1 augusti 1691 i Maria Magdalena församling, Stockholm, var hovkamrerare, chef på Tobakskompaniet och ägare till den egendom, ”Österlingska tomten”, som idag kallas Heleneborg, belägen vid Pålsundet på Södermalm i Stockholm. Efter att ha varit en mycket rik man dog han utfattig.

## Borgmästarsonen Andersson adlas Österling
Jonas Österling hette ursprungligen Andersson och var son till borgmästaren i Norrköping Anders Mattsson Upplänning. Han kom till Stockholm i unga år och tog då namnet Östling. Efter att ha deltagit i Karl X Gustavs fälttåg Tyskland, Polen och Danmark blev han 1660 adlad med namnet Österling.
Österling bodde i det Tungelska huset på Blasieholmen och gjorde sina första investeringar på Södermalm i mitten av 1660-talet. Han köpte 1664 en gård mellan Hornsgatan och Besvärsgatan (idag Brännkyrkagatan) i kvarteret Gropen (mellan dagens Timmermansgatan och Torkel Knutssonsgatan). 1668 sålde han sin fastighet vid Hornsgatan till källarmästare Verner Schmer. År 1669 köpte han i stället en tomt "vid sundet gentemot Långholmen". Hans tomt var 163.765 kvadratalnar stor (ca 57.320 m²). Området begränsades av vad som idag är Pålsundet, Varvsgatan, Högalidsgatan och Pålsundsgatan. Priset till Stockholms stad var lågt satt eftersom området ansågs tämligen värdelöst ur bebyggelsesynpunkt; i den Holmska tomtboken från 1679 står antecknat, att där "mestadels haver varit berg och oländig mark".
Man kan anta att Österling med det stora tomtförvärvet vid Pålsundet avsåg att skapa åt sig en ny, mera herrskapsliknande, malmgård. Vid den här tiden var malmgårdar, dvs ett fritidsboende för adels- och borgarklassen, högsta mode. Kanske hade Österling också planer på en framtida industrianläggning på platsen. Frågan om hur området skulle utnyttjas blev plötsligt aktuell på våren 1672.

## Österling bygger malmgård och tobaksspinneri
Tobakskompaniet var ett svenskt statligt tobaksmonopol under åren 1662 till 1685. Bolaget var utarrenderat till ett konsortium bestående av fem affärsmän, med räntmästaren Börje Olofsson Cronberg som främsta namn. Efter en besvärlig start får man ordning på verksamheten i slutet av 1660-talet, då Jonas Österling engageras som chef för verksamheten.
Sedan Tobakskompaniets fabrikslokaler vid Slottsbacken i Stockholm totalförstörts i en eldsvåda våren 1672 föreslog Österling att man skulle använda hans stora nyinköpta tomt vid Pålsundet för att där anlägga ett nytt tobaksspinneri. Kontrakt om detta med Tobakskompaniets övriga intressenter upprättades 13 maj 1672. För hela detta projekt med stenhus i två våningar med två envåningsflyglar, tobaksspinneri och tobaksnederlag anlitades som arkitekt Johan Tobias Albinus. Arbetet utfördes av murmästarna Hans Albrechtsson och Christian Stübner samt byggmästaren Johan Stahl. Dessutom byggdes stall, smedja och diverse uthus. Det var inte bara malmgården som blev pampig. Österling lät även anlägga en trädgård, som tydligen också var sevärd, eftersom den år 1674 omtalas som "Österlings Garten bei der Tobaksspinnerei belegen". Hans sex karpdammar med 800 karpar (ett ”måste” för en malmgårdsägare vid den här tiden) låg i anslutning till odlingarna och hans väderkvarn, uppförd av Bertil Mecht, låg där Högalidskyrkan ligger idag. Österling arrenderade från år 1675 ut kvarnen till Jöran Jöransson för 300 daler kopparmynt om året. En väderkvarn, dock ej Österlings, stod fortfarande kvar på denna plats på 1860-talet (se Österlings kvarn). 
Bygget på Österlings tomt fick helt andra dimensioner och kostnader än vad som krävdes för ett tobaksspinneri. Detta gjorde att de andra intressenterna blev obenägna att låta bolaget stå för alla kostnader. I ett nytt avtal från 12 december 1672 bestämdes att Österling fick anläggningen för egen räkning men att Tobakskompaniet hyrde lokaler av honom i 10 år mot en årlig hyra av 3.000 daler kopparmynt.

## Ökande problem för både bolaget och Österling
Tobakskompaniets ekonomi försvagades. Österling hade ingått en del oförmånliga avtal. Det pågående kriget mot Danmark försämrade tillgången på tobak, då denna levererades till armén. Omfattande smuggling (ofta genom kronans soldater) ökade de ekonomiska problemen. Tobakskompaniet hade dessutom tagit för mycket betalt för sina tjänster och blev av kammarrätten dömt till höga böter. 
Jonas Österling fick ökande problem när Tobakskompaniet inte klarade av att fullgöra sina skyldigheter, som bland annat bestod i att delvis försörja änkedrottningen Hedvig Eleonora. En konflikt uppstod därför med kungahuset och Österling försattes till slut i konkurs. Han fick med fru och barn lämna sin egendom vid Pålsundet. Österling dog utfattig 1691. När hans änka avled år 1695 fanns det inte pengar till begravningen. Sonen måste be konungen om hjälp. Malmgården stod obebodd och brann ner våren 1701.

## "Österlingska tomten" blir "Heleneborg"
Därefter kallas området vid Pålsundet ”Österlingska tomten”. Först 1721 byggde Magnus Julius De la Gardie nya hus på tomten och mellan 1739 och 1759 drev Olof Forsberg ett pipbruk här. Det nuvarande namnet på ”Österlingska tomten”, Heleneborg, fick området av Adolph Christiernin, som ägde egendomen mellan 1759 och 1767 och som döpte malmgården efter sin maka Helena Catharina Malmin.

## Familj
Österling gifte sig första gången 27 april 1660 med Helena Gyllenadler (1640–1665), dotter av biskopen Samuel Enander i Linköpings stift och Margareta Jönsdotter. De fick tillsammans dottern Anna Österling som var gift med Edberg.
Österling gifte sig andra gången 29 augusti 1669 med Ingeborg Lithman, dotter av assessorn Jakob Lithman och Brita Uppe. De fick tillsammans barnen Brita Österling (1671–1714) som var gift med generallöjtnanten Gabriel Cronstedt, generalauditören Carl Gustaf Österling (1673–1732) vid Västerbottens regemente, Helena Catharina Österling som var gift med tullinspektören Carl Öhr i Örebro, studenten Anders Jakob Österling vid Åbo akademi, Jonas Österling, Ingeborg Christina Österling (död 1720) som var gift med kaptenen Christoffer Thuring vid Västmanlands regemente, Johan Österling, Mattias Österling (1680–1692), Ulrika Österling (född 1681), Hedvig Eleonora Österling (född 1683), Adam Österling (1684–1693), Eva Maria Österling (född 1685), Elisabet Sofia Österling (1687–1688) och överstelöjtnanten Jonas Österling (1689–1739) vid artilleriet i Finland.